# 貝力貢
貝力貢（Belegorn），是英國作家約翰·羅納德·瑞爾·托爾金（J.R.R. Tolkien）的史詩式奇幻說《魔戒三部曲》中的虛構人物。
他是剛鐸（Gondor）的宰相和第四任攝政王（Ruling Steward）。

## 名字
貝力貢（Belegorn）一名來自辛達語，意思是「巨大之樹」Great tree。

## 總覽
貝力貢是剛鐸的登丹人（Dúnedain）。他屬於胡林家族（House of Húrin），父親是剛鐸宰相及第三任攝政王赫瑞安（Herion）。不清楚他有沒有任何兄弟姊妹。他的兒子是胡林（Húrin）。
他是第四任剛鐸攝政王，兼任剛鐸的宰相（Steward）。在貝力貢任內剛鐸處於警覺的和平時期（Watchful Peace），暫時不受邪惡騷擾，而戒靈（Nazgûl）亦靜心潛伏在他們的巢穴。
他生於第三紀元2074年，死於2204年，享年130歲。

## 生平
貝力貢生於第三紀元2074年，大概是在米那斯提力斯（Minas Tirith）出生。2148年，他的父親赫瑞安去世，由貝力貢繼位。
第三紀元2204年，貝力貢去世，結束56年的統治，由他的兒子胡林繼位。

## 資料來源
1. 1 2 3  《中土世界的歷史》 Vol.12《中土世界的民族》 "The Heirs of Elendil"
2. ↑  .   [2011-11-22]. （原始内容存档于2020-12-05）.
3. 1 2 3 4  《魔戒三部曲》 2001年 聯經初版翻譯 附錄一帝王本紀及年表

| 前任： 赫瑞安 | 剛鐸宰相及攝政王 | 繼任： 胡林一世 |